# Fire (Jimi Hendrix)
Fire è un brano musicale del primo album di Jimi Hendrix del 1967 Are You Experienced.

## Descrizione
Il giro di chitarra iniziale di Jimi viene seguito serratamente dalla batteria di Mitch Mitchell. Si parla di sessualità con protagonisti Hendrix e un'ipotetica ragazza, anche se la genesi di questa canzone è molto più innocua e quantomeno curiosa. Tutto incominciò quando la band in una fredda notte di dicembre inglese  voleva andare a pescare, situazione abbastanza paradossale, ma nessuno aveva degli ami. Non se ne fece nulla, ed al bassista Noel Redding venne l'idea di ospitare Hendrix a casa della madre. Arrivato a casa Jimi chiese alla madre di Noel se poteva fermarsi nel suo "posto infuocato". Lei rispose di sì ma il suo alano, Rover, che era in strada,  stava per entrare nella casa. Da qui ebbe origine una frase del testo della canzone poco dopo il ritornello:

## Cover
Fire è stata reinterpretata dai Red Hot Chili Peppers nell'EP The Abbey Road E.P. del 1988 e da Alice Cooper. Famigerata è inoltre la versione suonata dai Chili Peppers al festival Woodstock 1999 durante gli incendi provocati dal pubblico. La canzone è stata usata inoltre dal canale televisivo americano Verizon come sigla del suo programma V CAST.